# Gryon linshcostei
Gryon linshcostei är en stekelart som beskrevs av Lubomir Masner 1975. Gryon linshcostei ingår i släktet Gryon och familjen Scelionidae. Inga underarter finns listade i Catalogue of Life.